# Chilasa osmana
Chilasa osmana är en fjärilsart som beskrevs av Julian Jumalon 1967. Chilasa osmana ingår i släktet Chilasa och familjen riddarfjärilar. Inga underarter finns listade i Catalogue of Life.